# Gino Spagone
Gino Spagone (La Spezia, 4 gennaio 1906 – ...) è stato un militare italiano.
Ufficiale superiore e sommergibilista della Regia Marina durante la seconda guerra mondiale è ricordato per il suo ruolo di comandante della Flottiglia sommergibili di Massaua, in Eritrea nel 1940/41 ed il successivo trasferimento dei battelli alla base atlantica di Bordeaux, attraversando due oceani (crociera di ben 14.000 miglia). Per questo motivo nel 1942 fu insignito dell'alta onorificenza della Croce di Cavaliere Ordine Militare di Savoia.

## Biografia
Il cadetto Gino Spagone entrò nell'Accademia navale di Livorno giovanissimo, ottenendo il grado di guardiamarina il 29 giugno 1924 e di tenente di vascello del ruolo comandi navali il 7 marzo 1929. Nel 1930 conseguì il brevetto di osservatore per idrovolante e fu assegnato a Nisida presso la 182ª squadriglia idrovolonanti. 
Imbarcato poi nel 1931-32 sull'incrociatore Trento, quale pilota d'idrovolante passò, nel 1932-33, sul sommergibile Ciro Menotti, quale ufficiale in 2^. Dal 5 aprile del 1934 fu a Pechino (Cina) quale comandante la guardia della R. Legazione, con mansioni di addetto navale presso l'Ambasciata italiana dove permase sino all'ottobre 1936.
Durante questo periodo, il 30 ottobre 1935, il tenente di vascello Spagone sposò Elena Benamozegh, nobildonna dell'aristocrazia livornese, da cui ebbe una figlia.
Rientrato in Italia dalla Cina, assunse il comando del sommergibile Aradam dal 16 gennaio 1937 ed il 24 gennaio 1938, fu promosso al grado di capitano di corvetta. Dal 26 marzo 1940 venne inviato a Massaua (per normale avvicendamento con il capitano di fregata Ferruccio Ferrini), per assumere il comando della Flottiglia sommergibili composta dalle squadriglie 81^ (Alberto Guglielmotti, Luigi Galvani, Galileo Galilei e Galileo Ferraris) ed 82^ (Evangelista Torricelli, Archimede, Macallè e Perla).
Con il profilarsi della sconfitta in Africa Orientale, nel febbraio 1941, il comandante Spagone (nel frattempo promosso Capitano di fregata, con anzianità 8 novembre 1940) ricevette l'ordine di trasferire i superstiti quattro battelli (Guglielmotti, Ferraris, Archimede e Perla) a Bordeaux, in Francia, dove esisteva già da sei mesi una base italiana.
L'operazione ebbe successo e grande risonanza in Italia. Per questo al comandante Spagone fu assegnata l'onorificenza di Cavaliere dell'Ordine Militare di Savoia con la seguente motivazione:
“Comandante del Gruppo Sommergibili in A.O.I., dirigeva con opera assidua e tenace le operazioni relative al trasferimento delle unità in una base atlantica, attraversando zone intensamente insidiate dal nemico. Assunto il comando di uno dei sommergibili, compiva la navigazione oceanica di eccezionale durata, superando con indomita volontà, elevatissima abilità professionale e sereno ardimento le difficoltà incontrate e dando prova, in ogni circostanza, di superbe doti di organizzatore e animatore”. 
(Mar Rosso, Oceano Atlantico: marzo-maggio 1941) (R.D. n. 265 del 2 marzo 1942).
Rimpatriato in Italia, dal 25 dicembre 1941 divenne il comandante del 1º Gruppo sommergibili di La Spezia. 
Dopo l'armistizio del 1943 Spagone rimase al nord, aderendo alla RSI, divenendo Direttore generale presso il sottosegretariato di stato per la Marina nazionale repubblicana. Transitato nella riserva il 1º settembre 1953, fu promosso Capitano di vascello il 24 dicembre 1954.
Nel dopoguerra fu epurato ed espulso dalla Marina. Dopo un processo di revisione fu riabilitato e collocato in congedo assoluto; nel 1983 rilascio' un'importante intervista al giornalista Massimo Sani nella rievocazione della battaglia di Cheren, nella serie documentaria della RAI "L'Italia in guerra - battaglie 1940-1942".